# Рок Ајланд Арсенал (Илиноис)
Рок Ајланд Арсенал (енгл. Rock Island Arsenal) насељено је место без административног статуса у америчкој савезној држави Илиноис.

## Демографија
По попису из 2010. године број становника је 149, што је 4 (2,8%) становника више него 2000. године.
| Група             | 2000.      | 2010.      |
| Белци             | 91 (62,8%) | 76 (51,0%) |
| Афроамериканци    | 41 (28,3%) | 43 (28,9%) |
| Азијати           | 0 (0,0%)   | 0 (0,0%)   |
| Хиспаноамериканци | 4 (2,8%)   | 23 (15,4%) |
| Укупно            | 145        | 149        |